# Compasso (strumento)
Il compasso è un antichissimo strumento geometrico da disegno, già in uso presso i greci che per primi definirono i principi della geometria piana.  In passato veniva chiamato "sesto" per la sua capacità di dividere la circonferenza in sei parti.
Esso è adoperato, assieme al righello e alle squadre, sia nella costruzione di figure geometriche complesse sia nel disegno di circonferenze e archi Per gli altri generi di curve del secondo ordine si adoperano speciali compassi, detti perfetti.

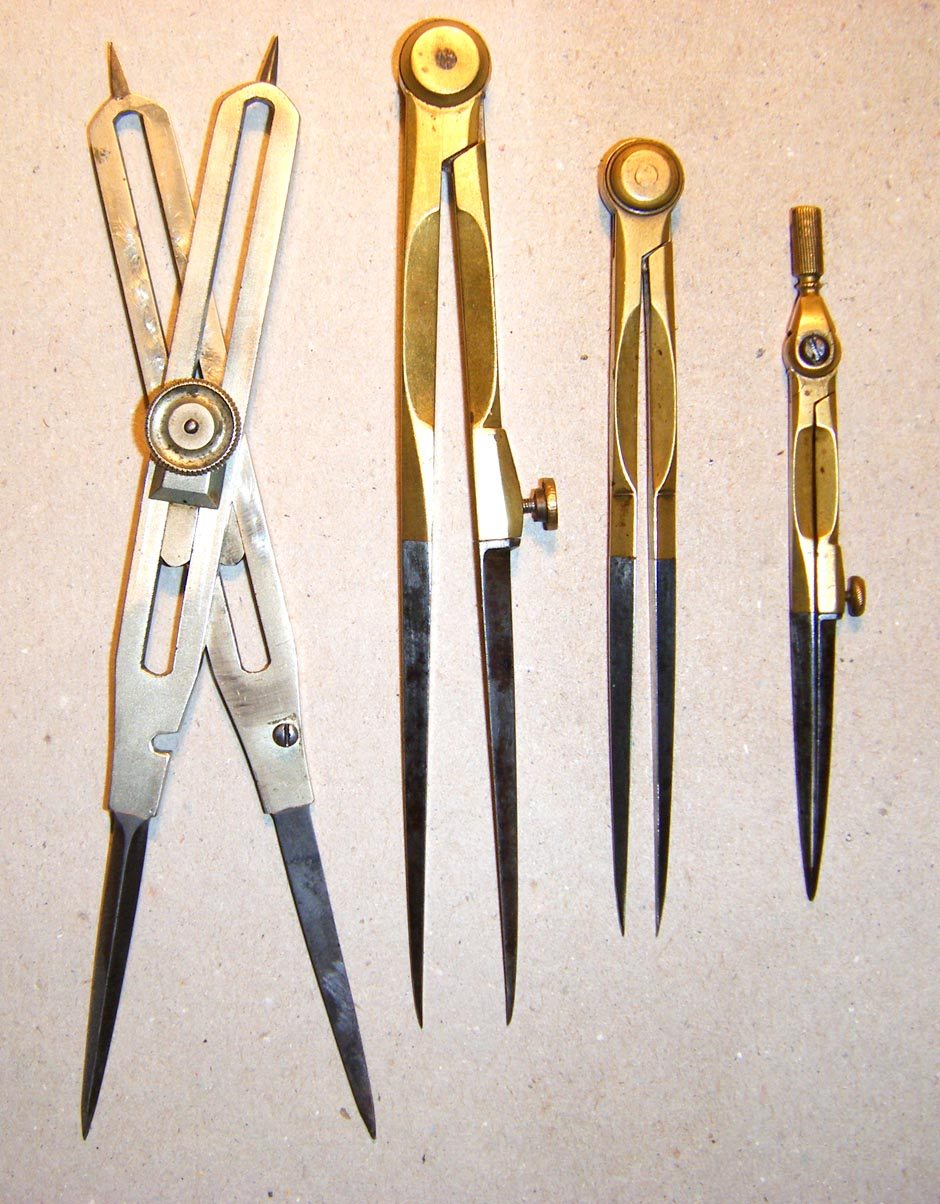
Vari compassi della fine dell'Ottocento. Il primo a sinistra è un compasso di riduzione.

## Struttura e tipologia del compasso da disegno

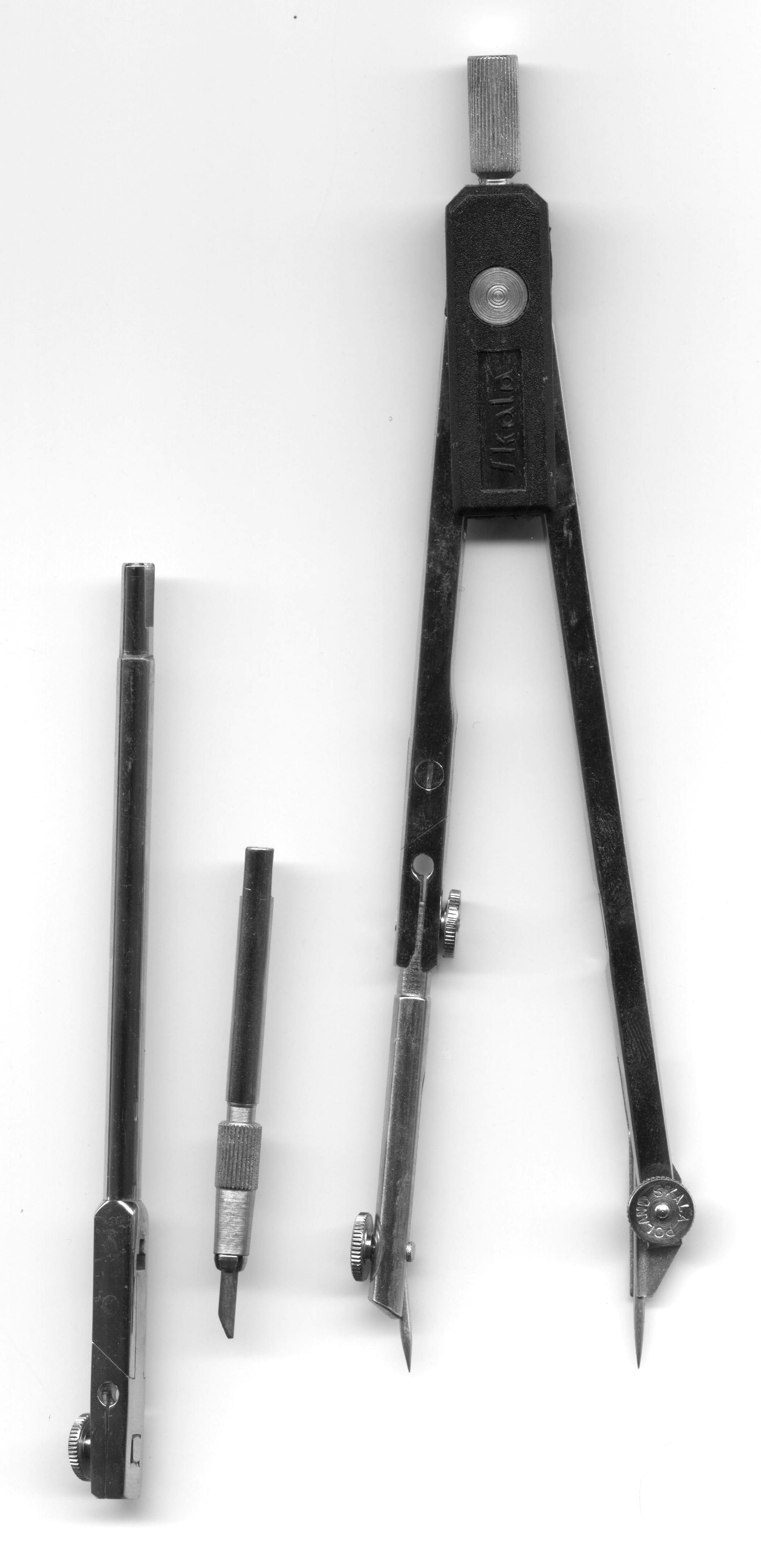
Compasso semplice

Il compasso è formato da due aste, lignee o metalliche, solitamente di uguale lunghezza, articolate nella parte alta tramite un semplice sistema a due ruote metalliche chiamate ghiera. Alla base delle due aste, qualche volta allungabili, si possono trovare strumenti diversi, in dipendenza della funzione riservata al compasso: essi sono comunque costantemente costituiti da un sistema fissante (ago o ventosa) e da uno scrivente (mina di grafite, gessetto, pennarello o pennino di china). In alcuni compassi, specie in quelli professionali, esiste la possibilità di mutare l'attrezzo scrivente a seconda del materiale di supporto scelto (lavagna o diversi tipi di carta e cartoncino). 
In base alle caratteristiche sopra esposte, i compassi si dividono in:
- Compassi semplici, quando sono costituiti semplicemente da due aste munite di un ago come attrezzo fissante, di una mina come sistema scrivente, ed una giunzione posta tra le aste: in questo caso il compasso è mantenuto nell'angolazione prescelta unicamente grazie alla durezza degli ingranaggi di giunzione tra le aste, che vanno dunque regolarmente stretti;
- Balaustrini, sono di piccole dimensioni e somigliano ai compassi semplici, in più le due aste sono unite da una vite regolabile tramite una rotellina posta su di essa, che permette di regolare l'apertura.[1] Una variante di maggiori dimensioni è comunemente chiamata balaustrone;
- Compassi da lavagna, se posseggono come attrezzo fissante una ventosa e come sistema scrivente un gessetto o un pennarello da lavagna; tipicamente, essi sono fatti di legno o leghe metalliche a base di alluminio (onde renderli più leggeri viste le grandi dimensioni).

### Il compasso perfetto

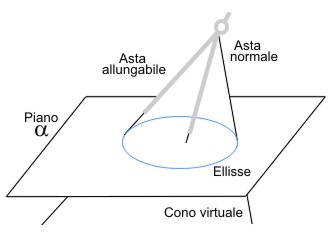
Il cosiddetto compasso perfetto.

Tutti i compassi di cui abbiamo parlato sopra sono utili, ma permettono di disegnare direttamente solo circonferenze o archi di queste; al contrario, il cosiddetto compasso perfetto consente di creare immagini anche di iperboli, parabole ed ellissi. Esso è composto, come tutti gli altri compassi, da due aste incernierate tramite un ingranaggio; la differenza principale, che poi determina il diverso funzionamento, consiste nel fatto che una delle due aste si può allungare, facendo aumentare l'eccentricità della figura. Uno schema di funzionamento del compasso perfetto è illustrato nella figura a lato: in essa si può facilmente notare come lo strumento da disegno in questione permetta di generare l'immagine di un'ellisse intersecando un cono virtuale al piano α (che può essere costituito da un foglio o da qualsiasi altro supporto grafico). Proprio in base al principio di intersezione del cono virtuale si può facilmente comprendere come questo strumento sia in grado di raffigurare tutte le coniche.

## Compassi per usi differenti dal disegno

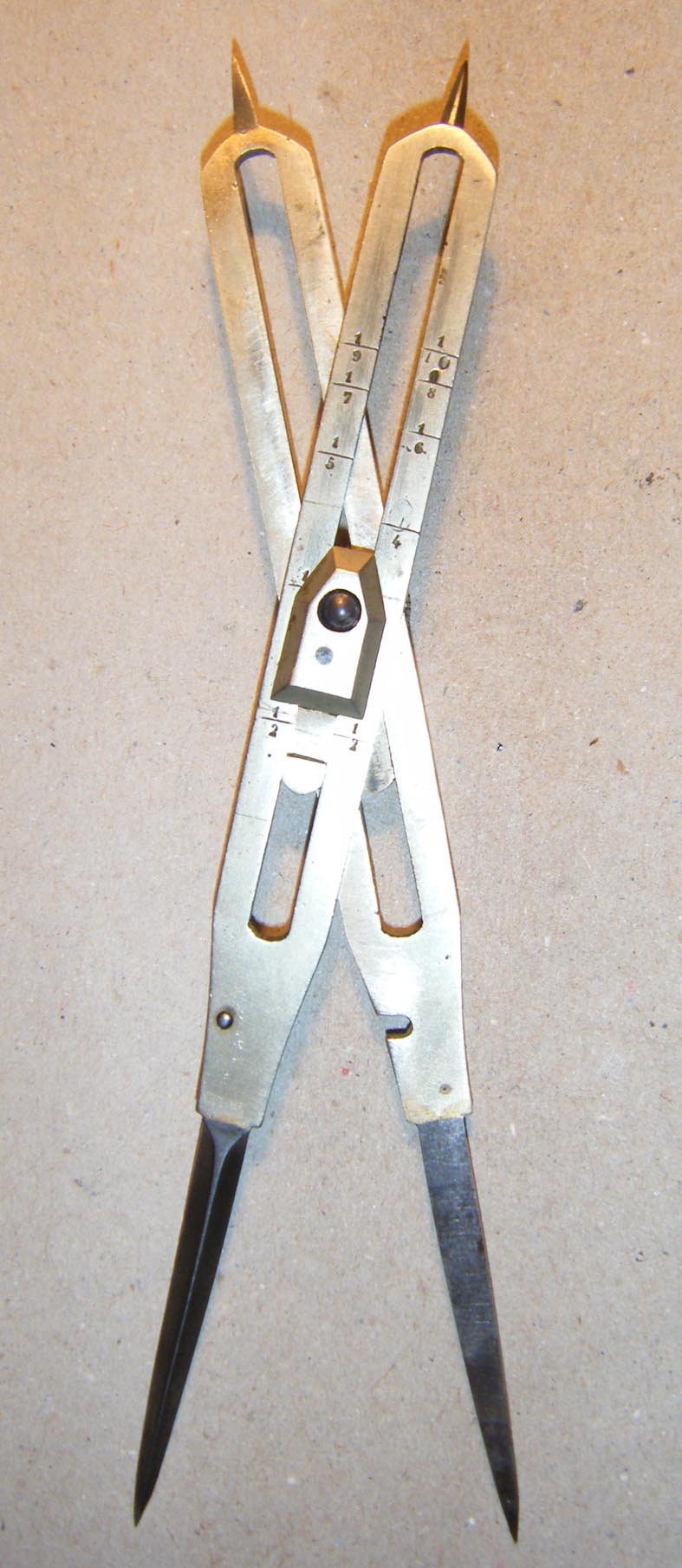
Sul retro del compasso di riduzione già illustrato si notano incisi i rapporti di riduzione.

Tutti i compassi sopra elencati sono destinati ad un uso matematico o ingegneristico; ma com'è ben noto tale prezioso strumento trova anche altri campi d'applicazione. Una costante di funzionamento è rappresentata dal fatto che, nella maggior parte dei casi, esso è adoperato soltanto per prendere e riportare misure d'oggetti: è proprio per questo motivo che esso assume forme e formati differenti, che meglio s'adattano al tipo d'oggetti presi in esame per le diverse misurazioni. Tra i più importanti ricordiamo:
- Il compasso di calibro e spessore. Le aste di questo compasso sono bombate alla fine, in maniera tale da formare una circonferenza quando il compasso è chiuso; può essere adoperato per le misurazioni dei diametri degli oggetti sferici o ricurvi. È dunque utilizzato in scultura e in generale in campo artistico per misurare fisicamente i corpi umani, ruolo che ebbe anche fino alla fine dell'Ottocento in frenologia, e per determinare il calibro dei proiettili
- Il compasso militare. Il compasso militare è un particolare tipo di compasso di calibro: di struttura praticamente identica al primo, differisce da esso soltanto per la presenza di una scala graduata che riporta, in proporzione al calibro, altri dati relativi ai proiettili come il peso o la gittata; spesso possiede la capacità di convertirsi in archipenzolo, bussola o orologio solare, in rapporto ai bisogni dell'utilizzatore. Tale strumento è oramai caduto in disuso, sostituito dalle più efficienti moderne tecnologie.
- Il compasso di riduzione. Il compasso di riduzione è uno strumento da cartografo che si distingue dai normali balaustrini a causa della presenza di un punto di giuntura scorrevole e non fisso come in tutti gli altri compassi. Agendo su questa articolazione è possibile ridurre una misura presa precedentemente in una scala solitamente compresa tra 1:2 e 1:15, consentendo di ottenere copie ridotte di un disegno iniziale o di una cartina geografica.

Può essere presente una seconda scala per ottenere, data la misura del diametro di un cerchio, la misura di una frazione della sua circonferenza.
Il maggiore polo produttivo europeo di compassi è in Italia, precisamente a Palosco, un piccolo paese di 5 000 abitanti.
Qui si produce la maggior parte dei compassi che poi viene esportata in tutto il mondo. Il compasso, assieme ai propri accessori, viene di norma riposto e custodito in un apposito astuccio, al fine di presevarne l'integrità.

## Galleria d'immagini

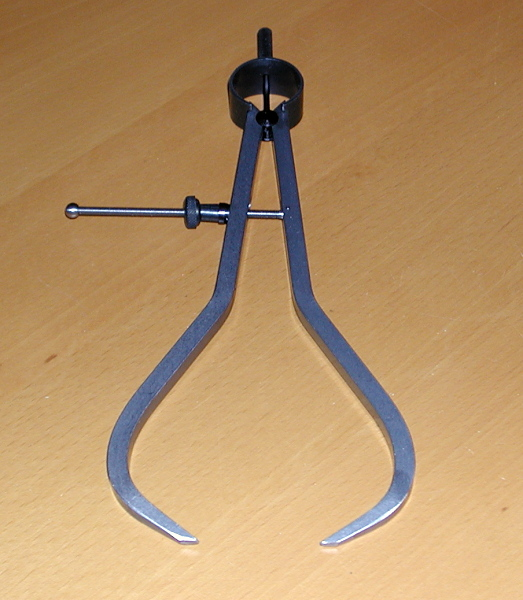
Compasso a spessore per la misura di esterni
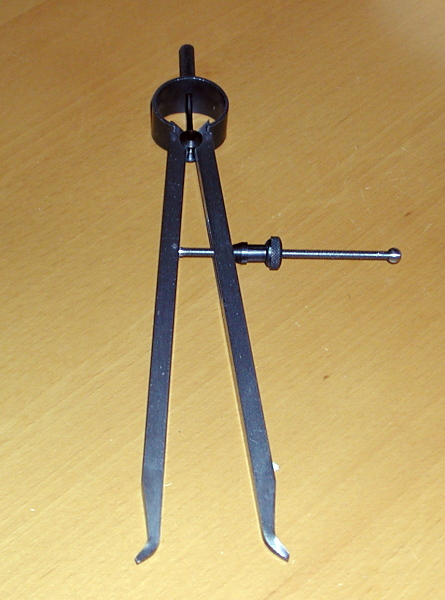
Compasso per la misura di interni
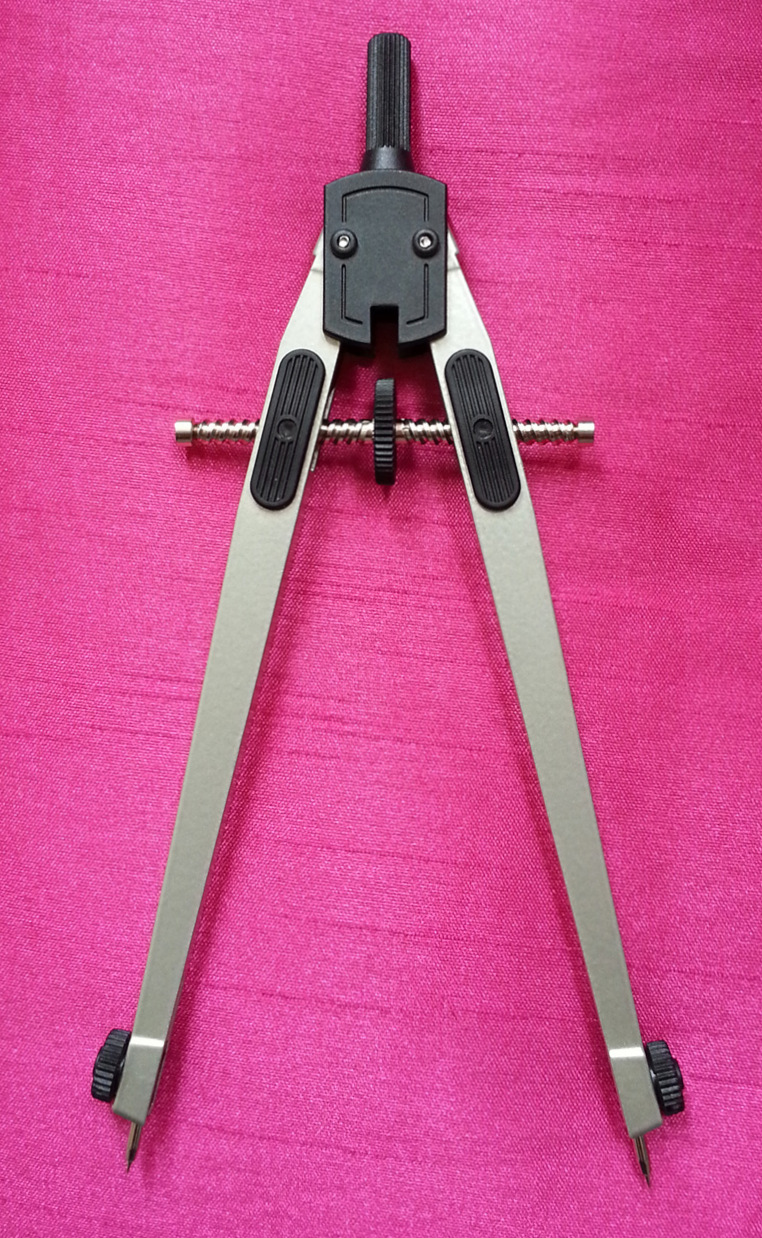
Balaustrone con due aghi
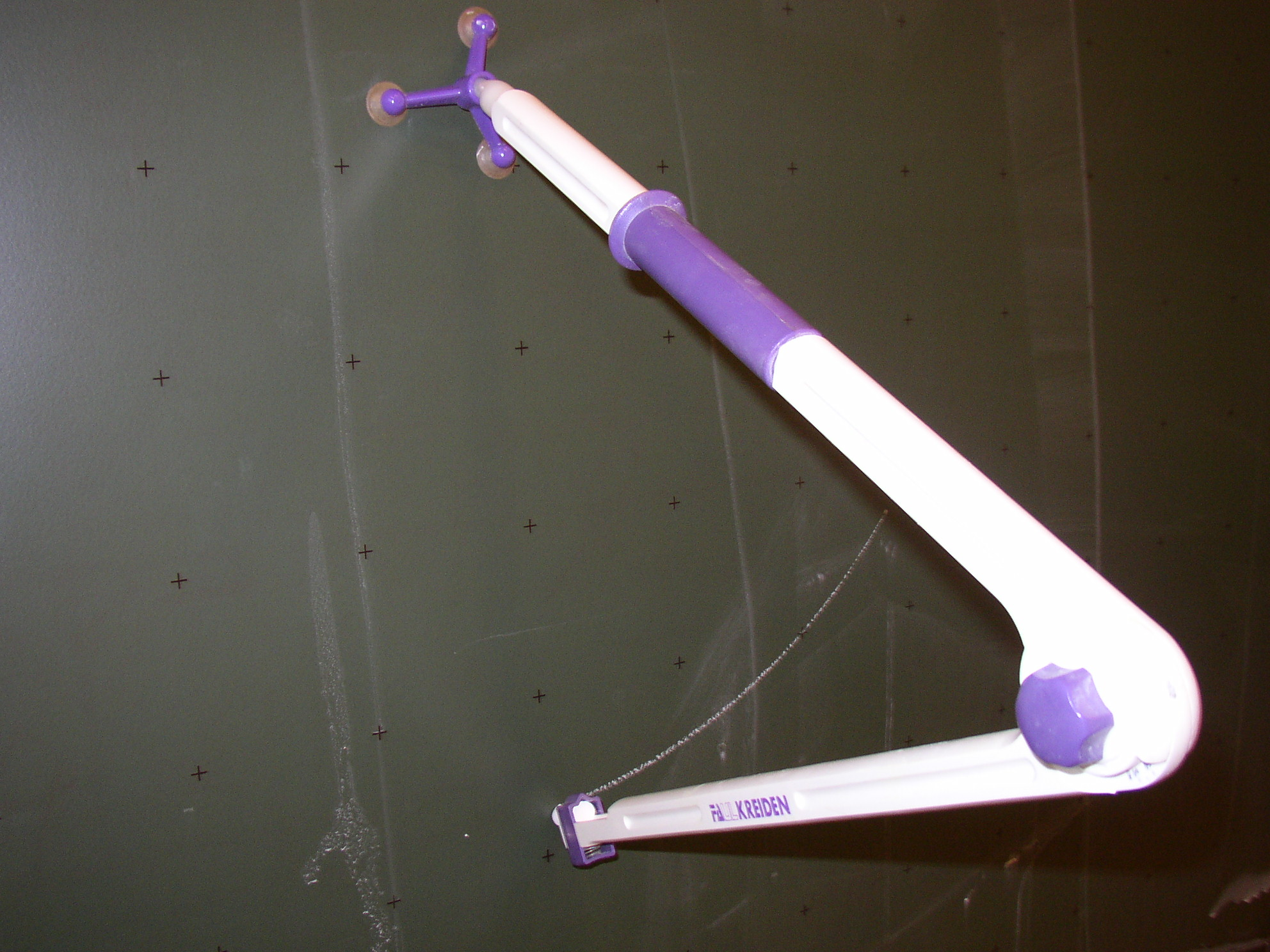
Compasso da lavagna